# Nayan
Nayan est un prince et un khan de la famille royale des Bordjiguines de l'Empire mongol. Il lance une rébellion notable et sérieuse contre le Khagan mongol, Kubilai Khan, en 1287.
Il s'agit d'un chrétien nestorien et la croix aurait figuré sur son étendard. Une grande partie de ce que l'on sait de Nayan est connu par Le Livre de Marco Polo.

## Origines

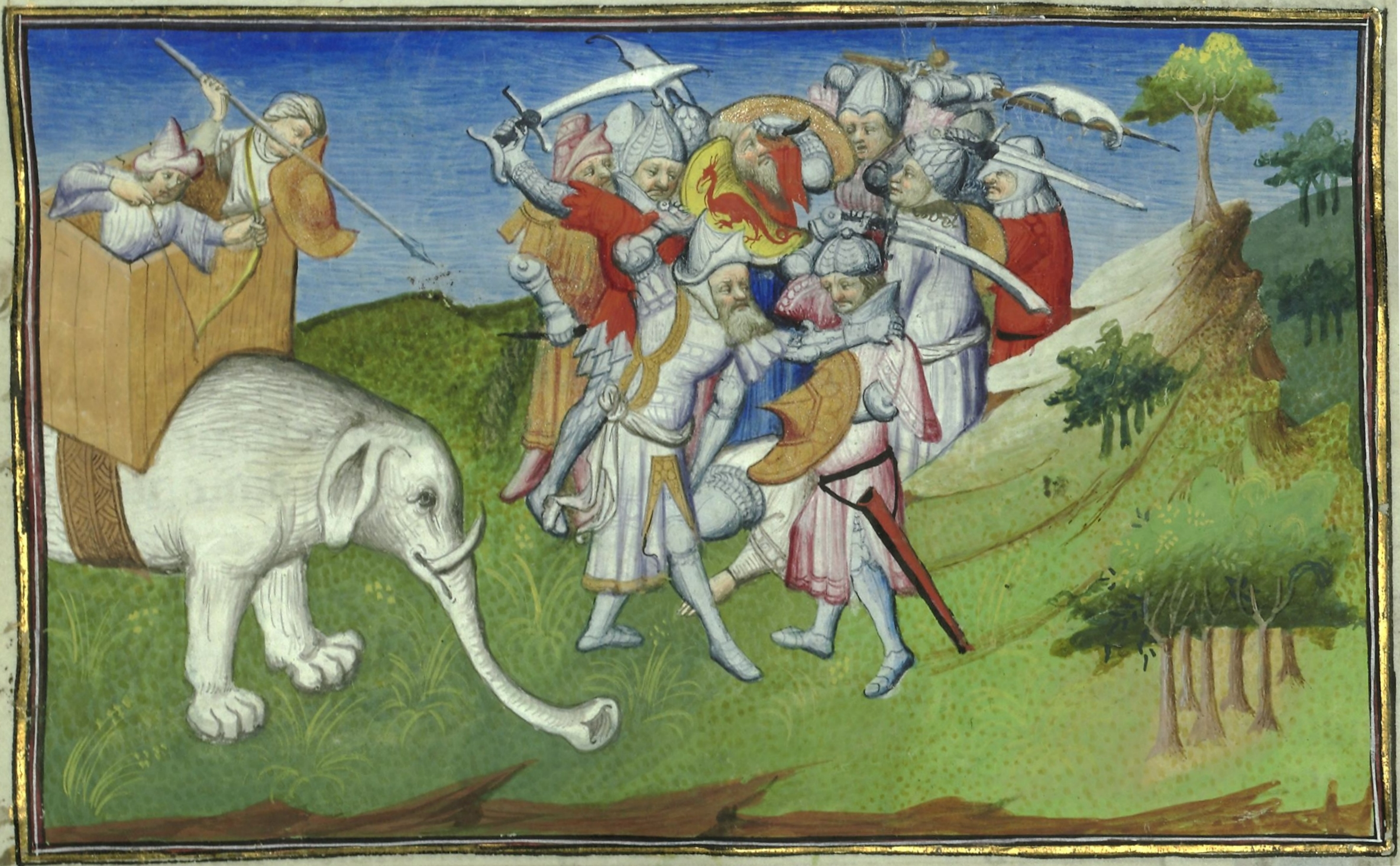
Bataille de Kubilai contre Nayan (enluminure du ms.fr.2810 f°73 du Livre de Marco Polo).

Nayan est issu d'une branche collatérale de la dynastie impériale mongole, étant un descendant d'un des frères de Gengis Khan. Il est soit un arrière-arrière-petit-fils de Temüge, le plus jeune frère de Gengis Khan, soit de Belgutei son demi-frère. Les parents masculins proches de Gengis Khan reçoivent le contrôle de vastes domaines d'apanage situés en Mongolie et à l'est. Marco Polo décrit Nayan comme gouvernant quatre grandes provinces : « Ciorcia » (Mandchourie), « Cauli » (Corée du Nord), « Barscol » et « Sichingui ». 
Les Annales mongoles le disent prince de Kuang Ning. Il était surtout l'un des princes mongols conservateurs attaché aux traditions nomades opposés à la politique de sinisation conduite par Kublai Khan, et assez puissant pour tenter de le renverser.

## Rébellion
Nayan est représenté comme incarnant une réaction mongole traditionnelle contre la sinisation croissante opérée par Kubilai Khan et son administration. Nayan adhère aux valeurs nomades ancestrales des Mongols et est consterné par l'éloignement de Kubilai de ces idéaux. Plus prosaïquement, Kubilai Khan est, peut-être sur le modèle des principes de gouvernance chinois, en train de consolider le pouvoir entre ses mains et les princes semi-indépendants commencent à se sentir menacés. Nayan conspire avec deux autres descendants de frères de Gengis Khan, Shiktur et Qada'an, qui détiennent également des apanages en Mongolie orientale et en Mandchourie. Il est également en contact avec le « neveu » et ennemi invétéré de Kubilai Khan, Qaïdu, qui règne sur une grande partie de l'Asie centrale,.
Nayan lance sa rébellion entre le 14 mai et le 12 juin 1287, et la bataille principale contre Kubilai a lieu vers le 16 juillet.

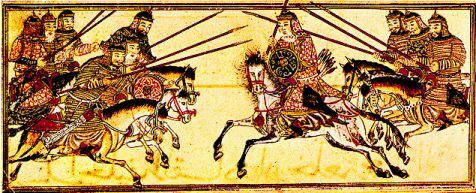
Cavalerie lourde mongole - Mongols combattant des Mongols au combat

Kubilai Khan a des soupçons, et des craintes justifiées, de coopération entre Nayan et Qaïdu, et envoie son principal général Bayan pour enquêter. Une source contemporaine raconte que Nayan invite Bayan à un festin, mais averti d'un piège, Bayan s'échappe. Quelle que soit la vérité sur cet incident, Bayan est envoyé avec une armée pour occuper Karakorum afin d'empêcher Qaïdu de se déplacer vers l'est et de rejoindre Nayan. Kubilai lui-même, malgré son âge avancé de 72 ans, lève une autre armée et se déplace rapidement contre Nayan en Mandchourie. La rapidité et l'ampleur de la réponse de Kubilai signifient que les différents rebelles ont des possibilités très limitées de coordonner leurs mouvements et de concentrer leurs forces, et les laisse ouverts à la défaite individuellement. La flotte impériale déplace de grandes quantités de fournitures à l'embouchure de la rivière Liao pour soutenir la campagne. Nayan est lui-même campé sur les rives de la même rivière plus à l'intérieur des terres. Kublai dirige ses forces depuis un palanquin monté sur ou tiré par quatre éléphants .
Se déplaçant à un rythme rapide et examinant soigneusement son armée, les forces de Kubilai Khan surprennent Nayan dans son campement. Le camp de Nayan est protégé par un fort de chariots, une fortification de campagne couramment employée par les nomades des steppes. L'armée du Khagan est organisée en trois divisions : premièrement les Mongols, deuxièmement les Chinois et troisièmement la Garde et les Kipchaks, ces derniers combinés sous le commandement direct de Kubilai. L'armée de Nayan est moins disciplinée que celle de Kubilai, et il est allégué qu'elle est momentanément effrayée, avant le début de la bataille, par l'envoi sur le fort d'une première variété d'engins explosifs par les troupes du Khagan. Selon Marco Polo, en tant que chrétien, l'étendard de Nayan porte l'insigne de la croix. Les armées se font face avec leurs grands tambours de timbale battant et résonnant des cors. La bataille commence par des échanges de flèches, mais se transforme en combat rapproché avec lance, épée et masse de fer. La bataille est acharnée et dure du petit matin jusqu'à midi, lorsque l'armée de Nayan se désagrège. Les soldats de Nayan commencent à fuir le terrain, beaucoup sont alors abattus et Nayan lui-même est capturé.

## Suite de la rébellion
Kubilai ordonne que Nayan soit exécuté immédiatement et en secret, afin qu'aucune demande de grâce ne puisse survenir. Nayan est exécuté d'une manière qui a évité le déversement de son sang royal ; il est enroulé dans un tapis et étouffé ou jeté de haut en bas jusqu'à ce qu'il meure. Bien qu'il ait été incapable de soutenir efficacement la rébellion de Nayan, Qaïdu reste une menace importante pour le reste de la vie de Kubilai Khan. Kubilai a choisi de ne pas considérer les coreligionnaires chrétiens nestoriens de Nayan comme coupables par association et a refusé de leur permettre de subir un quelconque niveau de persécution sur ses terres.
À la suite de la répression de la rébellion de Nayan, Kubilai Khan peut commencer à incorporer pleinement les terres et les peuples auparavant dominés par les princes de sang dans son domaine.

## Famille

### Descendance
On lui connait un fils (ou un frère selon une autre hypothèse généalogique), Toqto'a, et une fille Yesungin, épouse de Qa'an.
- Yesungin, épouse de Ochigidei Qa'an.
- Toqto'a, (遼王脱脱／توقتا کوونTūqtā Kūwn), (v.1280 - 1328)
  - Yanaširi, (遼王牙納失里), (v.1310 - ?)
    - Aǰaširi, (遼王阿札失里), (v.1350 - ap.1392)